# Іжондзе (гміна)
Гміна Іжондзе (пол. Gmina Irządze) — сільська гміна у південній Польщі. Належить до Заверцянського повіту Сілезького воєводства.
Станом на 31 грудня 2011 у гміні проживало 2801 особа.

## Територія
Згідно з даними за 2007 рік площа гміни становила 73.55 км², у тому числі:
- орні землі: 65.00%
- ліси: 24.00%

Таким чином, площа гміни становить 7.33% площі повіту.

## Населення
Станом на 31 грудня 2011:
| Опис     | Загалом | Загалом | Чоловіки | Чоловіки | Жінки | Жінки |
| -------- | ------- | ------- | -------- | -------- | ----- | ----- |
| одиниця  | осіб    | %       | осіб     | %        | осіб  | %     |
| все      | 2801    | 100     | 1391     | 49.66    | 1410  | 50.34 |
| міське   | 0       | 100     | 0        |          | 0     |       |
| сільське | 2801    | 100     | 1391     | 49.66    | 1410  | 50.34 |

## Сусідні гміни
Гміна Іжондзе межує з такими гмінами: Крочице, Лелюв, Неґова, Щекоцини.